# Фишер, Вильгельм (музыковед)
Вильгельм Фишер (нем. Wilhelm Fischer; 19 апреля 1886, Вена — 26 февраля 1962, Инсбрук) — австрийский музыковед.
Изучал историю, географию и музыкознание в Венском университете, в том числе под руководством Гвидо Адлера. Одновременно частным образом учился композиции у Германа Греденера. В 1912 г. защитил докторскую диссертацию об инструментальной музыке М. Г. Монна. В 1915 г. габилитирован с диссертацией «К истории развития венского классического стиля» (нем. Zur Entwicklungsgeschichte des Wiener klassischen Stils), рассматривавшей оркестровую музыку середины XVIII века как переходное звено от эпохи Баха и Генделя к эпохе Гайдна и Моцарта. С 1912 г. работал в Венском университете как ассистент Адлера, с 1923 г. экстраординарный профессор. В 1928 г. возглавил кафедру музыковедения в Инсбрукском университете. В 1938 г. вследствие Аншлюса уволен из университета в связи с еврейским происхождением и до конца Второй мировой войны работал шлифовальщиком на заводе в Вене. После войны был в Вене директором музыкальной школы, затем вернулся в Инсбрук и в 1948—1961 гг. вновь преподавал в университете. Занимал также должность президента Центрального института изучения Моцарта при зальцбургском Моцартеуме.